# تفسير ابن المنذر
تفسير ابن المنذر النيسابوري هو أحد كتب تفسير القران الكريم، ألفه الإمام ابن المنذر النيسابوري (241 هـ - 318 هـ).

## أسلوب التفسير
يعد تفسير ابن المنذر من أجل التفسيرات، فقد قومه الداودي في طبقات المفسرين وصرح بأنه لم يصنف مثله، وقد أشار ابن المنذر نفسه إلى تفسيره في كتابه الأوسط، وقد كان يفسر القرآن بما صح لديه من الحديث، وينقل ما ثبت من أقوال الصحابة والتابعين فيه، ويبدي رأيه في بعض الآيات التي تحتمل الاجتهاد، لكونه مجتهدا لا يقلد أحدا، وقد وقف السيوطي على تفسيره واستند إليه كثيرا في تفسيره ترجمان القرآن والدر المنثور في التفسير المأثور.

## منهج المُفسر
منهج الإمام ابن المنذر النيسابوري في تفسيره:
1. سلك الإمام ابن المنذر النيسابوري في تفسيره منهج السلف في تفسير القرآن بالقرآن، ثم بالأحاديث النبوية ثم بالآثار الواردة عن الصحابة والتابعين.
2. يجعل المؤلف الآية التي يريد تفسيرها كالعنوان أو الباب ثم يورد الأحاديث والآثار التي جاءت في معنى الآية.
3. يسوق المؤلف الأحاديث والآثار التي يوردها في تفسيره هذا بإسناده، وهذا ميزة مهمة في الوقوف على أسانيد هذه الأحاديث والآثار ليتمكن الباحث من التمييز بين صحيحها وسقيمها.
4. يعتبر تفسير ابن المنذر مصدرا مهما لمعرفة تفاسير الصحابة والتابعين، ومن ثم فقد اكتسب تفسيره أهمية كبيرة عند أهل العلم في القديم والحديث، ولقد اعتمد عليه جل من جاء بعده في معرفة أقوال الصحابة والتابعين في التفسير.

## وصلات خارجية
- تحميل تفسير ابن المنذر النيسابوري المكتبة الوقفية
- تحميل تفسير ابن المنذر النيسابوري المكتبة الشاملة